# Michigamme
Michigamme é uma Região censo-designada localizada no estado norte-americano de Michigan, no Condado de Marquette.

## Demografia
Segundo o censo americano de 2000, a sua população era de 287 habitantes.
Em 2006, foi estimada uma população de 261, um decréscimo de 26 (-9.1%).

## Geografia
De acordo com o United States Census Bureau tem uma área de
12,1 km², dos quais 6,5 km² cobertos por terra e 5,6 km² cobertos por água. Michigamme localiza-se a aproximadamente 496 m acima do nível do mar.

## Localidades na vizinhança
O diagrama seguinte representa as localidades num raio de 36 km ao redor de Michigamme.